# Heteronychia volcanoaetnica
Heteronychia volcanoaetnica är en tvåvingeart som beskrevs av Povolny 2002. Heteronychia volcanoaetnica ingår i släktet Heteronychia och familjen köttflugor. Inga underarter finns listade i Catalogue of Life.